# روبرت كيوساكي
روبرت كيوساكي (بالإنجليزية: Robert Toru Kiyosaki) من مواليد 8 أبريل 1947، هو رجل أعمال أمريكي خبير مختص في التنمية البشرية، ومؤلف كتاب الأب الغني والأب الفقير.
ولد روبرت كيوساكي في هاواي وهو ٱبن المدرس غالف أش كيوساكي (1919 - 1991). ذكر في كتبه أنه خدم خلال حرب الفايتنام كجندي طيار لمروحية الهيليكوبتر مع قوات المارينز الأمريكية إلى حدود سنة 1975 حيث تركها وعمل في إكسغوكس كوربوريشن كبائع ألات طباعة.

## مؤلفاته
- الأب الغني والأب الفقير.
- دليل الاستثمار للاب الغني.
- النموذج الرباعي للتدفقات النقدية[2].
- لماذا يزداد الأثرياء ثراءً.
- الأعمال في القرن الحادي والعشرين.
- لماذا يعمل الطلاب الممتازون لدى الطلاب المتوسطين ويعمل الطلاب الجيدون لدى الحكومة؟
- الفرصة الثانية.

## وصلات خارجية
- روبرت كيوساكي على موقع IMDb (الإنجليزية)
- روبرت كيوساكي على موقع ميوزك برينز (الإنجليزية)
- روبرت كيوساكي على موقع إن إن دي بي (الإنجليزية)
- كيف تصبح غنيا الاب الغني والاب الفقير الجزء الأول
- تحميل كتاب الأب الغني والأب الفقير لروبرت تي.كيوساكي، كاملا لأول مرة وحصريا
- المؤلف روبرت كيوساكى - مؤلف كتاب الاب الغنى والاب الفقير
- روبرت تي-كيوساكي (النموذج الرباعي للتدفقات النقدية)
- إليك كتابى ! - روبرت تي-كيوساكي
- قراءة في كتاب الأب الفقير والأب الغني
- روبرت كيوساكى مؤلف ومحاضر - التنمية البشرية
- ارفع معدل ذكاءك المالي - مدونة الصقر
- المتحدث والمحفز الرائع روبرت كاواساكي